# Tournoi de Londres de rugby à sept 2003
Navigation
2002 2004
Le Tournoi de Londres de rugby à sept 2003 (anglais : London rugby sevens 2003) est la 7e et dernière étape de la saison 2002-2003 du IRB Sevens World Series. Elle se déroule les 6 et 7 juin 2003 au Stade de Twickenham à Londres, en Angleterre.
La victoire finale revient à l'équipe d'Angleterre, battant en finale l'équipe des Fidji sur le score de 31 à 24.

## Équipes participantes
Seize équipes participent au tournoi :
- Afrique du Sud
- Angleterre
- Argentine
- Australie
- Canada
- Espagne
- Fidji
- France
- Pays de Galles
- Géorgie
- Italie
- Nouvelle-Zélande
- Portugal
- Russie
- Samoa
- Écosse

## Phase de poules

### Poule A
| Rang | Pays             | J | V | N | D | Pm | Pe | Diff | Pts |
| ---- | ---------------- | - | - | - | - | -- | -- | ---- | --- |
| 1    | Nouvelle-Zélande | 3 | 3 | 0 | 0 | 96 | 12 | +84  | 9   |
| 2    | Italie           | 3 | 2 | 0 | 1 | 51 | 51 | 0    | 7   |
| 3    | Canada           | 3 | 1 | 0 | 2 | 31 | 72 | -41  | 5   |
| 4    | France           | 3 | 0 | 0 | 3 | 34 | 77 | -43  | 3   |

|  | Nouvelle-Zélande | 31 - 0 | France | Stade de Twickenham, Londres |
|  |                  |        |        | Stade de Twickenham, Londres |
|  |                  |        |        | Stade de Twickenham, Londres |

|  | Italie | 19 - 5 | Canada | Stade de Twickenham, Londres |
|  |        |        |        | Stade de Twickenham, Londres |
|  |        |        |        | Stade de Twickenham, Londres |

|  | Canada | 26 - 17 | France | Stade de Twickenham, Londres |
|  |        |         |        | Stade de Twickenham, Londres |
|  |        |         |        | Stade de Twickenham, Londres |

|  | Nouvelle-Zélande | 29 - 12 | Italie | Stade de Twickenham, Londres |
|  |                  |         |        | Stade de Twickenham, Londres |
|  |                  |         |        | Stade de Twickenham, Londres |

|  | Italie | 20 - 17 | France | Stade de Twickenham, Londres |
|  |        |         |        | Stade de Twickenham, Londres |
|  |        |         |        | Stade de Twickenham, Londres |

|  | Nouvelle-Zélande | 36 - 0 | Canada | Stade de Twickenham, Londres |
|  |                  |        |        | Stade de Twickenham, Londres |
|  |                  |        |        | Stade de Twickenham, Londres |

### Poule B
| Rang | Pays       | J | V | N | D | Pm | Pe | Diff | Pts |
| ---- | ---------- | - | - | - | - | -- | -- | ---- | --- |
| 1    | Angleterre | 3 | 3 | 0 | 0 | 83 | 17 | +66  | 9   |
| 2    | Géorgie    | 3 | 2 | 0 | 1 | 26 | 24 | +2   | 7   |
| 3    | Argentine  | 3 | 1 | 0 | 2 | 29 | 52 | -23  | 5   |
| 4    | Écosse     | 3 | 0 | 0 | 3 | 10 | 55 | -45  | 3   |

|  | Angleterre | 35 - 5 | Argentine | Stade de Twickenham, Londres |
|  |            |        |           | Stade de Twickenham, Londres |
|  |            |        |           | Stade de Twickenham, Londres |

|  | Géorgie | 7 - 0 | Écosse | Stade de Twickenham, Londres |
|  |         |       |        | Stade de Twickenham, Londres |
|  |         |       |        | Stade de Twickenham, Londres |

|  | Argentine | 19 - 5 | Écosse | Stade de Twickenham, Londres |
|  |           |        |        | Stade de Twickenham, Londres |
|  |           |        |        | Stade de Twickenham, Londres |

|  | Angleterre | 19 - 7 | Géorgie | Stade de Twickenham, Londres |
|  |            |        |         | Stade de Twickenham, Londres |
|  |            |        |         | Stade de Twickenham, Londres |

|  | Géorgie | 12 - 5 | Argentine | Stade de Twickenham, Londres |
|  |         |        |           | Stade de Twickenham, Londres |
|  |         |        |           | Stade de Twickenham, Londres |

|  | Angleterre | 29 - 5 | Écosse | Stade de Twickenham, Londres |
|  |            |        |        | Stade de Twickenham, Londres |
|  |            |        |        | Stade de Twickenham, Londres |

### Poule C
| Rang | Pays           | J | V | N | D | Pm  | Pe  | Diff | Pts |
| ---- | -------------- | - | - | - | - | --- | --- | ---- | --- |
| 1    | Afrique du Sud | 3 | 3 | 0 | 0 | 109 | 14  | +95  | 9   |
| 2    | Fidji          | 3 | 2 | 0 | 1 | 95  | 24  | +71  | 7   |
| 3    | Portugal       | 3 | 1 | 0 | 2 | 26  | 69  | -43  | 5   |
| 4    | Russie         | 3 | 0 | 0 | 3 | 0   | 123 | -123 | 3   |

|  | Afrique du Sud | 17 - 14 | Fidji | Stade de Twickenham, Londres |
|  |                |         |       | Stade de Twickenham, Londres |
|  |                |         |       | Stade de Twickenham, Londres |

|  | Portugal | 19 - 0 | Russie | Stade de Twickenham, Londres |
|  |          |        |        | Stade de Twickenham, Londres |
|  |          |        |        | Stade de Twickenham, Londres |

|  | Afrique du Sud | 33 - 0 | Portugal | Stade de Twickenham, Londres |
|  |                |        |          | Stade de Twickenham, Londres |
|  |                |        |          | Stade de Twickenham, Londres |

|  | Fidji | 45 - 0 | Russie | Stade de Twickenham, Londres |
|  |       |        |        | Stade de Twickenham, Londres |
|  |       |        |        | Stade de Twickenham, Londres |

|  | Afrique du Sud | 59 - 0 | Russie | Stade de Twickenham, Londres |
|  |                |        |        | Stade de Twickenham, Londres |
|  |                |        |        | Stade de Twickenham, Londres |

|  | Fidji | 36 - 7 | Portugal | Stade de Twickenham, Londres |
|  |       |        |          | Stade de Twickenham, Londres |
|  |       |        |          | Stade de Twickenham, Londres |

### Poule D
| Rang | Pays           | J | V | N | D | Pm | Pe | Diff | Pts |
| ---- | -------------- | - | - | - | - | -- | -- | ---- | --- |
| 1    | Australie      | 3 | 2 | 1 | 0 | 59 | 33 | +26  | 8   |
| 2    | Pays de Galles | 3 | 2 | 0 | 1 | 57 | 38 | +19  | 7   |
| 3    | Samoa          | 3 | 1 | 1 | 1 | 43 | 41 | +2   | 6   |
| 4    | Espagne        | 3 | 0 | 0 | 3 | 31 | 78 | -47  | 3   |

|  | Australie | 12 - 12 | Samoa | Stade de Twickenham, Londres |
|  |           |         |       | Stade de Twickenham, Londres |
|  |           |         |       | Stade de Twickenham, Londres |

|  | Pays de Galles | 24 - 14 | Espagne | Stade de Twickenham, Londres |
|  |                |         |         | Stade de Twickenham, Londres |
|  |                |         |         | Stade de Twickenham, Londres |

|  | Pays de Galles | 19 - 5 | Samoa | Stade de Twickenham, Londres |
|  |                |        |       | Stade de Twickenham, Londres |
|  |                |        |       | Stade de Twickenham, Londres |

|  | Australie | 28 - 7 | Espagne | Stade de Twickenham, Londres |
|  |           |        |         | Stade de Twickenham, Londres |
|  |           |        |         | Stade de Twickenham, Londres |

|  | Samoa | 26 - 10 | Espagne | Stade de Twickenham, Londres |
|  |       |         |         | Stade de Twickenham, Londres |
|  |       |         |         | Stade de Twickenham, Londres |

|  | Australie | 19 - 14 | Pays de Galles | Stade de Twickenham, Londres |
|  |           |         |                | Stade de Twickenham, Londres |
|  |           |         |                | Stade de Twickenham, Londres |

## Phase finale
Résultats de la phase finale

### Tournois principaux

#### Cup
|  | Quarts de finale | Quarts de finale |            |    | Demi-finales | Demi-finales |  |  | Finale | Finale |
|  | Quarts de finale | Quarts de finale |            |    | Demi-finales | Demi-finales |  |  | Finale | Finale |
|  |                  |                  |            |    |              |              |  |  |        |        |
|  |                  |                  |            |    |              |              |  |  |        |        |
|  |                  |                  |            |    |              |              |  |  |        |        |
|  | Angleterre       | 50               |            |    |              |              |  |  |        |        |
|  | Angleterre       | 50               |            |    |              |              |  |  |        |        |
|  | Italie           | 0                |            |    |              |              |  |  |        |        |
|  | Italie           | 0                | Angleterre | 26 |              |              |  |  |        |        |
|  |                  |                  | Angleterre | 26 |              |              |  |  |        |        |
|  |                  | Afrique du Sud   | 5          |    |              |              |  |  |        |        |
|  | Afrique du Sud   | Afrique du Sud   | 5          | 47 |              |              |  |  |        |        |
|  | Afrique du Sud   |                  |            | 47 |              |              |  |  |        |        |
|  | Pays de Galles   | 19               |            |    |              |              |  |  |        |        |
|  | Pays de Galles   | 19               | Angleterre | 31 |              |              |  |  |        |        |
|  |                  |                  | Angleterre | 31 |              |              |  |  |        |        |
|  |                  | Fidji            | 24         |    |              |              |  |  |        |        |
|  | Fidji            | Fidji            | 24         | 31 |              |              |  |  |        |        |
|  | Fidji            |                  |            | 31 |              |              |  |  |        |        |
|  | Australie        | 19               |            |    |              |              |  |  |        |        |
|  | Australie        | 19               | Fidji      | 26 |              |              |  |  |        |        |
|  |                  |                  | Fidji      | 26 |              |              |  |  |        |        |
|  |                  | Nouvelle-Zélande | 7          |    |              |              |  |  |        |        |
|  | Nouvelle-Zélande | Nouvelle-Zélande | 7          | 31 |              |              |  |  |        |        |
|  | Nouvelle-Zélande |                  |            | 31 |              |              |  |  |        |        |
|  | Géorgie          | 7                |            |    |              |              |  |  |        |        |
|  | Géorgie          | 7                |            |    |              |              |  |  |        |        |

#### Bowl
|  | Quarts de finale | Quarts de finale |        |    | Demi-finales | Demi-finales |  |  | Finale | Finale |
|  | Quarts de finale | Quarts de finale |        |    | Demi-finales | Demi-finales |  |  | Finale | Finale |
|  |                  |                  |        |    |              |              |  |  |        |        |
|  |                  |                  |        |    |              |              |  |  |        |        |
|  |                  |                  |        |    |              |              |  |  |        |        |
|  | Samoa            | 31               |        |    |              |              |  |  |        |        |
|  | Samoa            | 31               |        |    |              |              |  |  |        |        |
|  | Russie           | 10               |        |    |              |              |  |  |        |        |
|  | Russie           | 10               | Samoa  | 19 |              |              |  |  |        |        |
|  |                  |                  | Samoa  | 19 |              |              |  |  |        |        |
|  |                  | Écosse           | 0      |    |              |              |  |  |        |        |
|  | Écosse           | Écosse           | 0      | 29 |              |              |  |  |        |        |
|  | Écosse           |                  |        | 29 |              |              |  |  |        |        |
|  | Canada           | 12               |        |    |              |              |  |  |        |        |
|  | Canada           | 12               | Samoa  | 44 |              |              |  |  |        |        |
|  |                  |                  | Samoa  | 44 |              |              |  |  |        |        |
|  |                  | France           | 5      |    |              |              |  |  |        |        |
|  | France           | France           | 5      | 29 |              |              |  |  |        |        |
|  | France           |                  |        | 29 |              |              |  |  |        |        |
|  | Argentine        | 7                |        |    |              |              |  |  |        |        |
|  | Argentine        | 7                | France | 36 |              |              |  |  |        |        |
|  |                  |                  | France | 36 |              |              |  |  |        |        |
|  |                  | Portugal         | 12     |    |              |              |  |  |        |        |
|  | Portugal         | Portugal         | 12     | 33 |              |              |  |  |        |        |
|  | Portugal         |                  |        | 33 |              |              |  |  |        |        |
|  | Espagne          | 14               |        |    |              |              |  |  |        |        |
|  | Espagne          | 14               |        |    |              |              |  |  |        |        |

### Matchs de classement

#### Plate
|  | Demi-finales   | Demi-finales   |           |    | Finale | Finale |
|  | Demi-finales   | Demi-finales   |           |    | Finale | Finale |
|  |                |                |           |    |        |        |
|  |                |                |           |    |        |        |
|  |                |                |           |    |        |        |
|  | Australie      | 26             |           |    |        |        |
|  | Australie      | 26             |           |    |        |        |
|  | Géorgie        | 0              |           |    |        |        |
|  | Géorgie        | 0              | Australie | 40 |        |        |
|  |                |                | Australie | 40 |        |        |
|  |                | Pays de Galles | 14        |    |        |        |
|  | Pays de Galles | Pays de Galles | 14        | 24 |        |        |
|  | Pays de Galles |                |           | 24 |        |        |
|  | Italie         | 14             |           |    |        |        |
|  | Italie         | 14             |           |    |        |        |

#### Shield
|  | Demi-finales | Demi-finales |           |    | Finale | Finale |
|  | Demi-finales | Demi-finales |           |    | Finale | Finale |
|  |              |              |           |    |        |        |
|  |              |              |           |    |        |        |
|  |              |              |           |    |        |        |
|  | Argentine    | 24           |           |    |        |        |
|  | Argentine    | 24           |           |    |        |        |
|  | Espagne      | 5            |           |    |        |        |
|  | Espagne      | 5            | Argentine | 36 |        |        |
|  |              |              | Argentine | 36 |        |        |
|  |              | Canada       | 21        |    |        |        |
|  | Canada       | Canada       | 21        | 22 |        |        |
|  | Canada       |              |           | 22 |        |        |
|  | Russie       | 17           |           |    |        |        |
|  | Russie       | 17           |           |    |        |        |

## Bilan
Statistiques sportives 
- Meilleur marqueur du tournoi :  Filimone Bolavucu /  Scott Barton (9 essais)
- Meilleur réalisateur du tournoi :  Nasoni Rokobiau (65 points)

Affluences